# Defective Epitaph
Albums de Xasthur
Subliminal Genocide
(2006) All Reflections Drained
(2009)
Defective Epitaph est le sixième album studio du projet solo de black metal américain Xasthur. L'album est sorti le 25 septembre 2007 sous le label Hydra Head Records.
C'est le premier album où Malefic joue de la batterie dans un de ses albums, bien que dans certains titres la boite à rythmes est toujours utilisée.
Comme pour les précédents albums, les paroles des chansons ne figurent pas dans la pochette de l'album.
L'album a été décrit comme étant l'album de Xasthur le plus accessible d'écoute pour le moment[réf. nécessaire].

## Musiciens
- Malefic - Chant, tous les instruments

## Liste des titres
1. Soulless Elegy – 2:42
2. Purgatory Spiral – 4:29
3. Cemetery of Shattered Masks – 6:03
4. Malignant Prophecy – 5:40
5. Oration of Ruin – 7:23
6. Legacy of Human Irrelevance – 5:36
7. Dehumanizing Procession – 4:52
8. Funerals Drenched in Apathy – 5:29
9. Worship (The War Against) Yourself – 7:34
10. A Memorial to the Waste of Life – 8:44
11. The Only Blood That Pours Is Yours – 8:15
12. Unblessed Be – 8:13